# Réseau interurbain de Gironde
TransGironde est le réseau de transports interurbains de la Gironde gérés par le Conseil régional de Nouvelle-Aquitaine.
Le Réseau TransGironde dessert les communes du département de la Gironde, ainsi que 12 communes limitrophes dans les départements de Charente-Maritime et de Dordogne.

## Exploitation

### Matériel roulant

#### Citram Aquitaine
- Date de dernière mise à jour : 21 juillet 2024.

| Modèles                       | Numéros                | Années              | Affectations      |
| ----------------------------- | ---------------------- | ------------------- | ----------------- |
| Car (???)                     |                        |                     |                   |
| 176 Iveco Crossway            | 44xx, 45xx, 11xx, 67xx | 2016 à 2023         | Toutes les lignes |
| 5 Irisbus Magelys Pro         | 14xx                   | 2012 / 2013         | 601, 703, 705     |
| 2 Scania Interlink LD GNV     | 1900 et 1901           | 2019                | 402               |
| 6 Iveco Crossway Pro          | 1600 à 1605            | 2021                | 301, 302          |
| 50 Iveco Crossway Line NP     | 1902 à 1951            | 2020 / 2021 et 2023 | Toutes les lignes |
| 66 MAN Lion's Intercity C R62 | 28xx, 30xx, 70xx       | 2019 à 2022         | Toutes les lignes |
| 4 Yutong ICe 12               | 3305 à 3308            | 2021                | 704               |
| 9 Otokar Territo U            | 85xx                   | 2019 à 2024         |                   |

#### Keolis Gironde / Keolis Cars de Bordeaux
- Date de dernière mise à jour : 25 septembre 2021.

| Modèles                      | Numéros                                             | Années             | Affectations |
| ---------------------------- | --------------------------------------------------- | ------------------ | ------------ |
| Car (???)                    |                                                     |                    |              |
| xx Iveco Crossway Pop / Line | 161003 à 1610xx, 1911xx à 1911xx et 2010xx à 2010xx | 2016, 2019 et 2020 |              |
| xx Mercedes-Benz Tourismo M  | 1360xx à 1360xx                                     | 2013               |              |

#### Transports Hebrard
- Date de dernière mise à jour : 25 septembre 2021.

| Modèles                   | Numéros              | Années | Affectations |
| ------------------------- | -------------------- | ------ | ------------ |
| Car (???)                 |                      |        |              |
| xx Iveco Crossway Line NP | Sans numéros de parc | 2021   |              |

## Présentation
Le réseau TransGironde c'est :
- 70 lignes régulières ;
- 900 cars circulant au quotidien ;
- 4 lignes régulières en rabattement vers les gares TER de Gironde ;
- 1,8 million de voyages par an ;
- 50 000 élèves transportes quotidiennement ;
- 620 circuits scolaires ;
- + de 350 communes desservies ;
- près de 2 500 points d’arrêts sur le réseau commercial et 6 000 sur les circuits scolaires ;
- 148 points d’arrêts avec Bordeaux Métropole (TBM).

Deux types de services sont proposés :
- Les services réguliers, qui fonctionnent selon les jours et les périodes indiqués sur les fiches horaires.
- Les services à la demande, qui circulent également selon des fiches horaires préétablies mais qui nécessitent une réservation téléphonique préalable auprès du Service Information et Réservation TransGironde.

Certaines lignes ou antennes ne sont desservies qu'à certaines périodes de l'année (lignes estivales vers les plages notamment)
Depuis le 1er janvier 2013, la ligne 601 (Bordeaux – Lège-Cap-Ferret) est équipé de cars à haute qualité de services appelés e-c@r qui disposent de prises électriques et du Wi-Fi à bord, le tout étant alimenté par des panneaux solaires. D'autres services sont également proposés : presse en libre accès et écrans d'information aux voyageurs. La ligne 501 (Bordeaux – Langon) sera également équipé d'ici septembre 2013.
Depuis le 1er janvier 2016, les lignes 311, 312 et 319 sont du ressort de la communauté d'agglomération du Libournais, autorité organisatrice de la mobilité sur son territoire, notamment à travers le réseau Calibus. Depuis cette même date, les lignes 213 (Saint-André-de-Cubzac - Saint-Laurent-d'Arce), 515 (La Brède - Saint-Médard-d'Eyrans), 517 (Landiras-Cadillac), 518 (Langon-Mazères) et 520 (Langon - Saint-Pierre-de-Mons) sont supprimées faute de fréquentation.
En septembre 2019, la première ligne de car express du réseau est créée, la ligne 407, reliant Créon, à Bordeaux Place de la République avec une fréquence d'un car toutes les 15 minutes en heure de pointe.
Depuis Septembre 2020, le réseau TransGironde fait désormais partie du réseau de la région Nouvelle-Aquitaine, celui-ci regroupe tous les réseaux départemental de la région.
Le 8 janvier 2024, la région Nouvelle-Aquitaine lance la ligne de car express 430 au départ de Bordeaux en direction de Blaye.
Le 1er septembre 2025, plusieurs lignes de car express sont mises en service,:
- La ligne 410, reliant Arès à Bordeaux, fonctionnant tous les jours de la semaine ainsi que les jours fériés, en remplacement de la ligne 412, dont l'itinéraire entre Arès et Lège-Cap-Ferret est repris par la ligne 3 du réseau Alégo ;
- La ligne 480, reliant Beautiran au Haillan, fonctionnant du Lundi au Vendredi.

## Lignes du réseau
| Ancienne numérotation | Nouvelle numérotation | Ville de départ                         | Via                       | Ville d’arrivée          | Exploitant        | Véhicules                                                                                          | Desserte          |
| --------------------- | --------------------- | --------------------------------------- | ------------------------- | ------------------------ | ----------------- | -------------------------------------------------------------------------------------------------- | ----------------- |
| 201                   |                       | Lormont - Buttinière                    | Bourg-sur-Gironde         | Blaye                    | Citram            | Iveco Crossway - Mercedes-Benz Intouro - VDL Bova futura - Scania Interlink LD - Irisbus Récréo II | Tous les jours    |
| 202                   |                       | Bordeaux - Aubiers                      | Pugnac                    | Blaye                    | Citram            | Irisbus Crossway - Mercedes-Benz Intouro - VDL Bova futura                                         | Lundi au samedi   |
| 210                   |                       | Saint-André-de-Cubzac                   |                           | Laruscade                | Citram            | Iveco Crossway                                                                                     |                   |
| 211                   |                       | Blaye                                   |                           | Saint-Ciers-sur-Gironde  | Citram            | Irisbus Crossway                                                                                   | Samedi uniquement |
| 212                   |                       | Blaye                                   | Saint-Ciers-sur-Gironde   | Jonzac                   | Citram            | Irisbus Crossway                                                                                   | Lundi au samedi   |
| 213                   |                       | Saint-André-de-Cubzac                   |                           | Saint-Christoly-de-Blaye |                   | |                   |
| 214                   |                       | Saint-André-de-Cubzac                   |                           | Périssac                 | Citram            | |                   |
| 301                   |                       | Bordeaux - Buttinière                   | Saint-Loubès              | Libourne                 | Citram            | Irisbus Crossway - Mercedes-Benz Intouro                                                           |                   |
| 302                   |                       | Bordeaux - Les Aubiers                  | N 89                      | Libourne                 | Citram            | Irisbus Crossway - Mercedes-Benz Intouro                                                           |                   |
| 303                   |                       | Bordeaux-Buttinière                     |                           | Beychac-et-Caillau       | Citram            | INDCAR Mercedes-Benz Wing INDCAR Iveco Wing                                                        |                   |
| 304                   |                       | Bordeaux-Quinconces                     | Libourne                  | Saint-Emilion            | Citram            | |                   |
| 310                   | 464                   | Libourne                                |                           | Saint-André-de-Cubzac    | Prévost SA        | Irisbus Crossway - Mercedes-Benz Intouro                                                           |                   |
| 313                   | 4610                  | Libourne                                |                           | Villefranche-de-Lonchat  | Prévost SA        | Irisbus Crossway                                                                                   |                   |
| 314                   | 4611                  | Libourne                                |                           | Puisseguin               | Prévost SA        | |                   |
| 315                   | 4612                  | Libourne                                | Saint-Émilion             | Francs                   | Odicars           | Mercedes-Benz Intouro                                                                              |                   |
| 316                   | 4613                  | Libourne                                | Castillon-la-Bataille     | Pellegrue                | Citram            | Irisbus Crossway                                                                                   |                   |
| 317                   | 4614                  | Libourne                                | Branne                    | Sauveterre-de-Guyenne    | Citram            | Irisbus Récréo II                                                                                  |                   |
| 318                   | 4615                  | Libourne                                |                           | Périssac                 |                   | |                   |
| 320                   | 4616                  | Libourne                                |                           | Saint-Genès de Fronsac   |                   | |                   |
| 401                   |                       | Bordeaux-Stalingrad                     | Sallebœuf                 | Branne                   | Citram            | Mercedes-Benz Intouro - Irisbus Récréo II                                                          | Tous les jours    |
| 402                   |                       | Bordeaux-Stalingrad                     | Camarsac                  | Branne                   | Citram            | Mercedes-Benz Intouro - Irisbus Récréo II - Irisbus Crossway Pop                                   | Tous les jours    |
| 403                   |                       | Bordeaux-Stalingrad                     | Targon                    | Sauveterre-de-Guyenne    | Citram            | MAN Lion's Intercity                                                                               | Tous les jours    |
| 404                   | 474                   | Bordeaux-Stalingrad                     | Carignan-de-Bordeaux      | Créon                    | Citram            | Irisbus Crossway Pop                                                                               | Tous les jours    |
| 405                   |                       | Bordeaux-Stalingrad                     | Saint-Caprais-de-Bordeaux | Tabanac                  | Citram            | Irisbus Récréo II                                                                                  | Tous les jours    |
| 406                   | 476                   | Bordeaux-Pellegrin                      |                           | Créon                    | Citram            | Irisbus Crossway                                                                                   |                   |
| 407                   |                       | Bordeaux- République                    | Fargues-Saint-Hilaire     | Créon                    | Citram            | Scania Interlink - Man Lion's Intercity                                                            | Lundi au Vendredi |
| 410                   | 410                   | Bordeaux - Quinconces / Gare Saint-Jean |                           | Arès                     | Citram            | | Tous les jours    |
| 430                   |                       | Bordeaux - Les Aubiers                  |                           | Blaye                    | Citram            | | Lundi au Vendredi |
| 480                   | 480                   | Le Haillan - 5 Chemins                  |                           | Beautiran                | Cars André (ASTG) | | Lundi au Vendredi |
| 501                   |                       | Bordeaux-Stalingrad                     | Cadillac-sur-Garonne      | Langon                   | Citram            | Irisbus Magelys Pro                                                                                |                   |
| 502                   | 482                   | Talence-Peixotto                        | Léognan                   | La Brède                 | Cars André (ASTG) | Scania Citywide LE Suburban CNG                                                                    |                   |
| 503                   | 4810                  | Talence-Peixotto                        |                           | Saint-Symphorien         | Cars André (ASTG) | |                   |
| 504                   | 4811                  | Talence-Peixotto ou Gare Saint-Jean     | Hostens                   | Le Tuzan                 | Cars André (ASTG) | |                   |
| 505                   |                       | Talence-Peixotto                        |                           | Belin-Béliet             | Pullmans Landais  | |                   |
| 506                   |                       | Talence-Peixotto                        | Cadaujac                  | Cabanac-bourg            | Cars André (ASTG) | Scania Citywide LE Suburban CNG                                                                    |                   |
| 510                   |                       | Sauveterre-de-Guyenne                   | Bagas                     | La Réole                 | Citram            | |                   |
| 511                   |                       | Langon                                  |                           | Grignols                 | Citram            | |                   |
| 512                   |                       | Langon                                  |                           | Captieux                 | Citram            | |                   |
| 514                   |                       | Sauveterre-de-Guyenne                   | Landerrouet-sur-Ségur     | La Réole                 | Citram            | |                   |
| 516                   | Supprimée             | Saint-Morillon                          |                           | Beautiran                | Cars André (ASTG) | |                   |
| 521                   | Supprimée             | Monségur                                |                           | La Réole                 | Citram            | |                   |
| 601                   |                       | Bordeaux-Gare Saint-Jean ou Quinconces  | Andernos                  | Lège-Cap-Ferret          | Citram            | Irisbus Magelys Pro e-car                                                                          |                   |
| 602                   |                       | Pessac-Unitec                           | Canéjan                   | Cestas                   | Citram            | |                   |
| 610                   |                       | Belin-Béliet                            |                           | Andernos-les-Bains       | Citram            | Fast Concept Car - Irisbus Récréo II                                                               |                   |
| 611                   |                       | Lacanau-Océan                           |                           | Lège-Cap-Ferret          | Citram            | |                   |
| 701                   |                       | Bordeaux-Gare Saint-Jean                | Mérignac                  | Le Porge                 | Keolis Gironde    | Irisbus Evadys                                                                                     |                   |
| 702                   |                       | Bordeaux-Gare Saint-Jean                | Mérignac                  | Lacanau                  | Keolis Gironde    | Mercedes-Benz Tourismo                                                                             |                   |
| 703                   |                       | Bordeaux-Quinconces                     | Saint-Laurent-Médoc       | Lesparre-Médoc           | Citram            | Irisbus Crossway - Irisbus Récréo II                                                               |                   |
| 704                   | 423                   | Blanquefort - Gare                      |                           | Arsac                    | Citram            | Yutong iCE 12                                                                                      |                   |
| 705                   |                       | Bordeaux-Ravezies                       |                           | Pauillac                 | Citram            | Iveco Crossway Line                                                                                |                   |
| 710                   | 4211                  | Bordeaux-Gare Saint-Jean                | Mérignac                  | Carcans                  | Keolis Gironde    | Mercedes-Benz Intouro                                                                              |                   |
| 711                   | 4212                  | Lesparre-Médoc                          | Naujac-Sur-Mer            | Hourtin                  | Citram            | |                   |
| 712                   | 4213                  | Lesparre-Médoc                          | Vendays-Montalivet        | Grayan-et-l'Hôpital      | Citram            | |                   |
| 713                   | 4214                  | Lesparre-Médoc                          | Soulac-sur-Mer            | Pointe de Grave          | Citram            | |                   |
| 714                   | Supprimée             | Lacanau-Océan                           |                           | Lacanau-Ville            | Keolis Gironde    | |                   |
| 715                   | 4215                  | Soussans                                |                           | Lacanau-Océan            | Keolis Gironde    | |                   |
| 716                   | 4216                  | Macau                                   | Castelnau-de-Médoc        | Lacanau-Océan            | Keolis Gironde    | |                   |
| 717                   | Supprimée             | Pauillac                                | Vertheuil                 | Lesparre-Médoc           | Citram            | |                   |
| 718                   | 4217                  | Vendays-Montalivet                      | Soulac-sur-Mer            | Le Verdon-sur-Mer        | Citram            | |                   |

### Transport maritime

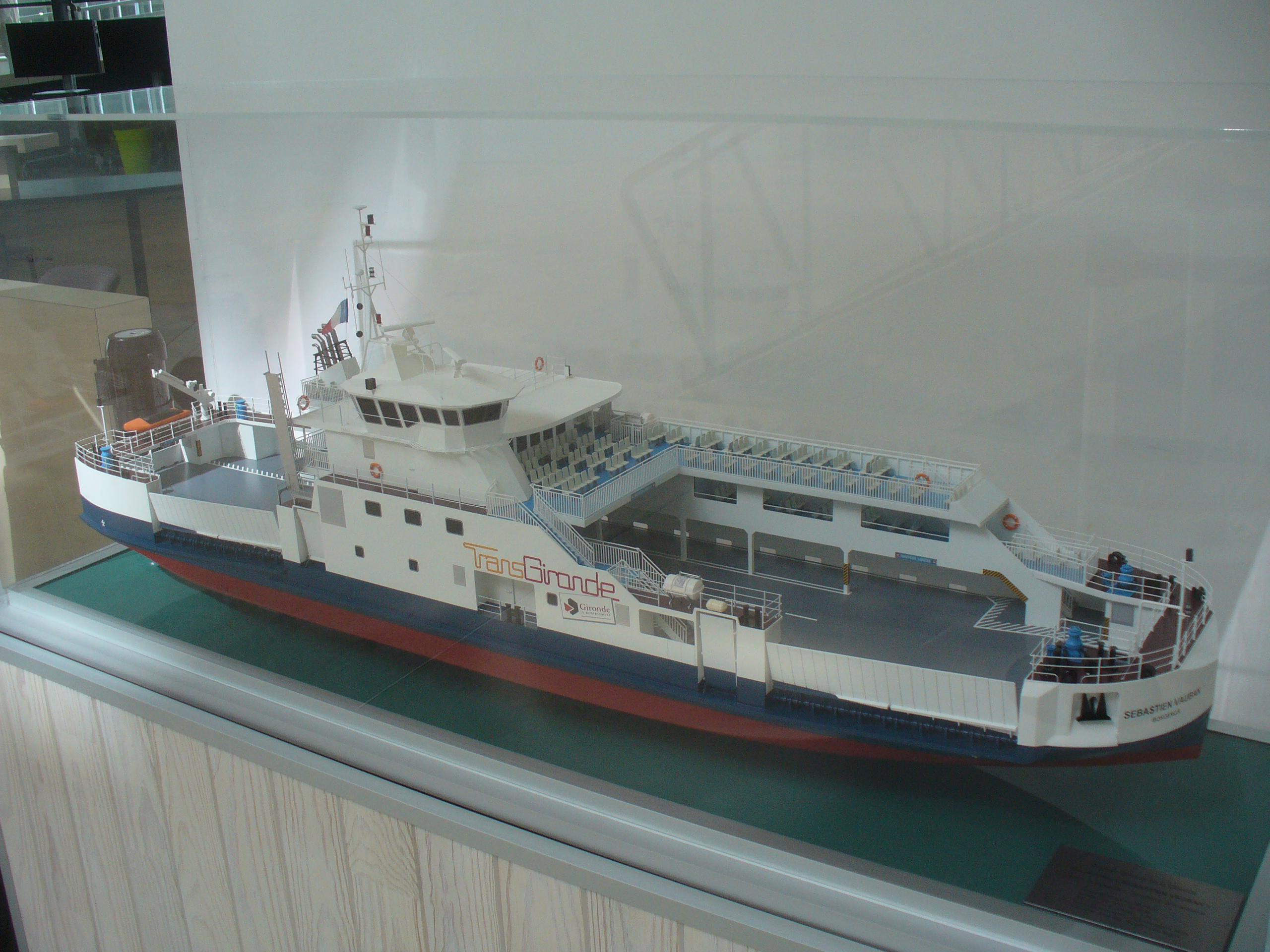
Maquette du bac amphidrome « Sébastien Vauban » de la ligne Lamarque-Blaye (exposé dans l'immeuble Gironde, hôtel du département)

Le Département de la Gironde assure la liaison entre les rives de l'estuaire de la Gironde sur deux lignes
| Ligne | Ville de départ | Ville d’arrivée | Navire                            |
| ----- | --------------- | --------------- | --------------------------------- |
| Ferry | Le Verdon       | Royan           | « La Gironde » et « L'Estuaire »  |
| Ferry | Lamarque        | Blaye           | l'amphidrome « Sébastien Vauban » |

## Historique du logo

Logo jusqu'en 2012
Logo de 2012 à 2015.
Logo de 2015 à 2018.
Logo 2018 à 2020.
Depuis 2020